# Cösitz
Cösitz is een plaats en voormalige gemeente in de Duitse deelstaat Saksen-Anhalt, en maakt deel uit van de Landkreis Anhalt-Bitterfeld.

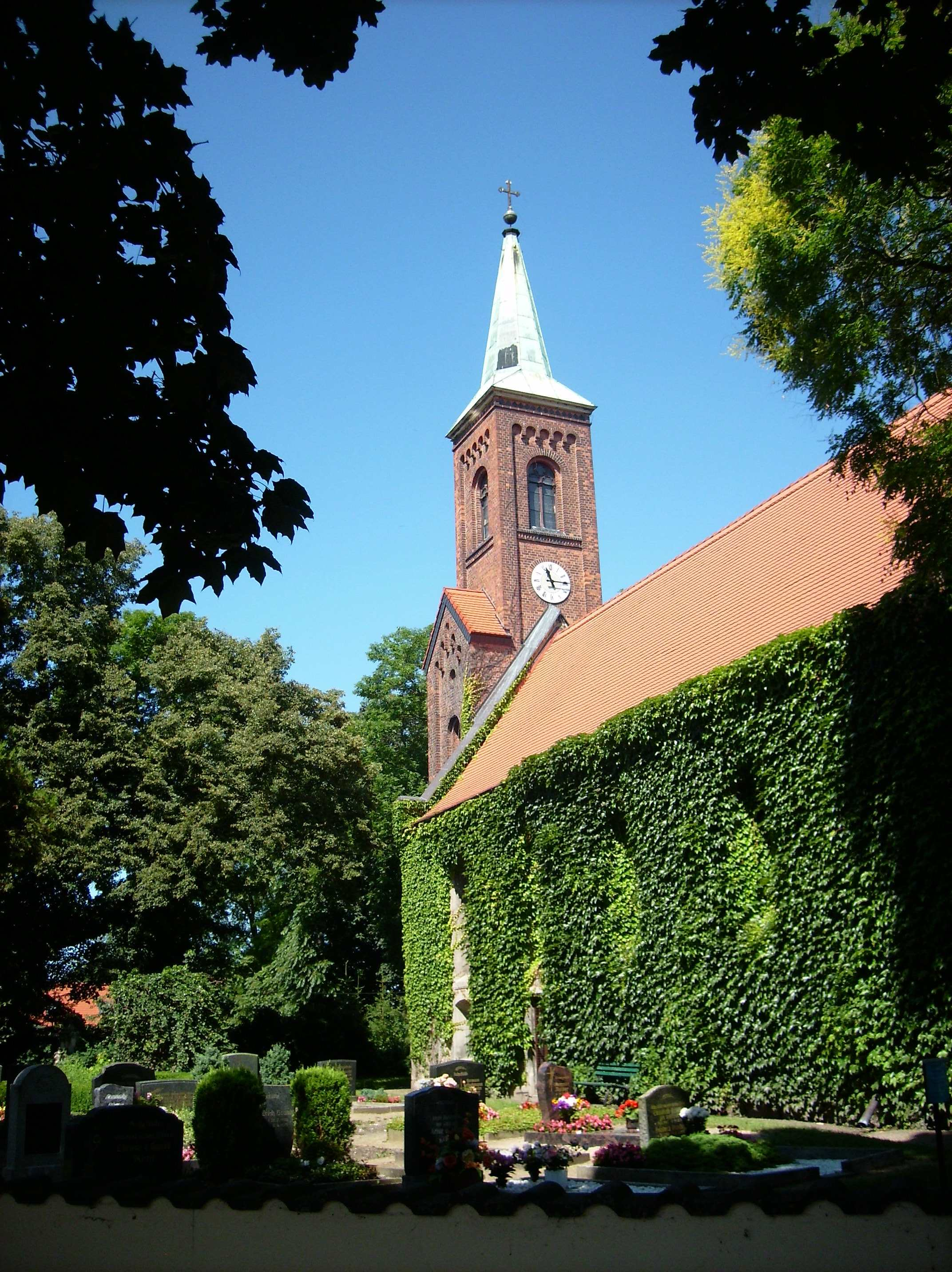
Kerk in Cösitz

Cösitz telt 317 inwoners.